# Shinory
Shinory (しのり〜 Shinorii) là một nữ họa sĩ đồ họa vi tính người Nhật đến từ phủ Kyōto, Nhật Bản và hiện đang làm việc cho hãng phát triển visual novel Key. Bà cũng thường sử dụng nghệ danh Shino Rin khi làm việc. Shinory là một trong số những nhân viên đầu tiên của Key, bà từng hợp tác với Maeda Jun khi làm việc cho Tactics và đã rời khỏi công ty này ngay sau khi Maeda Jun thành lập Key, một thương hiệu của Visual Art's.

## Công việc
- Kyukyoku Seigi Sekushi Maburu (bởi Mayfarsoft, 1996; đồ họa vi tính, thiết kế nhân vật)
- MOON. (bởi Tactics, 1997; đồ họa vi tính)
- ONE ~Kagayaku Kisetsu e~ (bởi Tactics, 1998; đồ họa vi tính)
- Kanon (bởi Key, 1999; đồ họa vi tính)
- AIR (bởi Key, 2000; đồ họa vi tính)
- CLANNAD (bởi Key, 2004; đồ họa vi tính)
- Rewrite (bởi Key, 2011; đồ họa vi tính)